# Valentina Cuppi
Valentina Cuppi (n. 19 august 1983, Bologna, Italia) este o politiciană italiană.